# Нумбиель
Нумбиель (фр. Noumbiel) — одна из 45 провинций Буркина-Фасо, одна из трёх провинций Юго-Западной области. Административный центр — Батие.
На востоке провинции живёт народ лобер (лобр, лобири, бирифор, брифор, бирафо), который относится к северным дагари.